# 东印度橄榄
东印度橄榄为橄榄科橄榄属下的一个种，原产新几内亚岛、所罗门群岛、新赫布里底群岛、新不列颠岛、新爱尔兰岛和马鲁古群岛。
台灣暫時沒有本種的引種記錄。台灣在20世紀引栽爪哇橄榄，其學名在當時的文獻中寫作。从原始文献来看，是的晚出异名，所以現在許多文献將爪哇橄欖的學名標作。然而自從布盧默將誤用於，就常常指。與的區別在於前者托叶宿存、有鋸齒，而後者托葉早落、全緣。台湾引栽的爪哇橄欖托叶早落，因此並非。